# Chevengur

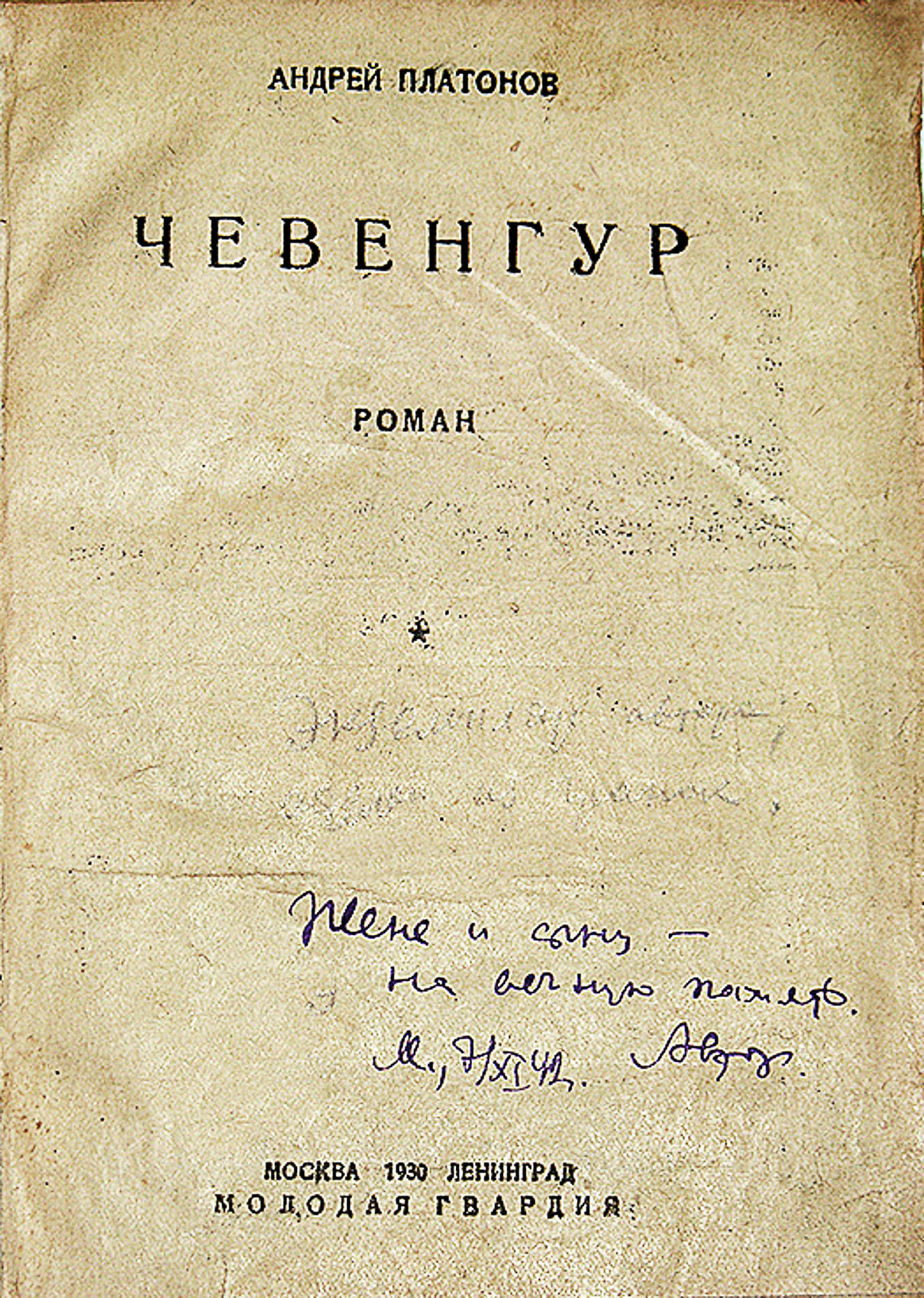
Chevengur

Chevengur es una novela socio-filosófica del escritor ruso Andrey Platónov, su obra más extensa y una de las más significativas. Escrita entre 1926 y 1928, en su primera versión llevaba por título Los artífices de la primavera (1927). En opinión de Poltávtseva, hay razones para hablar de una trilogía filosófica formada por la novela Chevengur y los relatos El Foso y Dzhan. Es la única novela completa de la obra de Platónov.

## Historia de la publicación
El texto fue enviado por el autor al redactor jefe de la editorial Molodaya Gvárdiya G. Z. Litvín-Mólotov, que dio una serie de indicaciones a Platónov para su mejora, y a Máximo Gorki, que en una carta del 18 de septiembre de 1929 le responde: «Su novela es extraordinariamente interesante. Su principal defecto técnico es su excesiva extensión y la sobreabundancia de "conversación" que encubre y difumina la "acción".» Al mismo tiempo, Gorki expresó serias dudas respecto a la posibilidad de publicar el libro y resultó estar en lo cierto. A pesar de todos los esfuerzos de Litvín-Mólotov, la novela, llevada hasta las galeradas, nunca llegó a ser íntegramente publicada en vida del autor.
En 1928 la revista Krásnaya Nov publicó dos fragmentos de la novela: El origen del maestro en el número 4 y El heredero del pescador en el número 6, y la revista Nóvy Mir recogió el relato corto La aventura en su número 6. El primero de ellos —«en el aspecto artístico, posiblemente la parte más lograda de la novela»  fue publicado en 1929 en una antología del autor que llevaba el mismo nombre.
La continuación del relato, el fragmento llamado Viaje con el corazón abierto, fue publicado en Literatúrnaya Gazeta el 6 de octubre de 1971. El mismo año la revista Kubán incluyó en su número 4 otro fragmento denominado La muerte de Kopenkin. En 1972, en París, vio la luz la traducción al francés de la novela (bajo el título Las malas hierbas de Chevengur, en francés: Les herbes folles de Tchevengour, con introducción de Mijaíl Guéller), en la cual faltaba, sin embargo, el capítulo El origen del maestro. La traducción italiana fue publicada en el mismo año bajo el título Aldea de la vida nueva (en italiano: Villaggio della nuova vita) y mereció importantes elogios por parte de Pier Paolo Pasolini.
La primera edición completa de la novela fue la londinense (1978). En la URSS su publicación solo fue posible en los años de la perestroika: en 1988, a cargo de la revista Druzhba Naródov (números 3 y 4). En el mismo año la novela fue publicada en un volumen separado, dentro de Obras Selectas.

## El título de la novela
Existen diferentes interpretaciones del título de la novela que sonaba, a juicio del protagonista, como el «atrayente rumor de un desconocido país». «Se podría escribir un libro entero sobre el origen de este topónimo». En opinión de Serguey Zalyguin y Nadezhda Malýguina está relacionado con las palabras cheva (zapato gastado) y gur (ruido, rugido). Otro enfoque es el propuesto por Kovaliov y Aléynikov que recuerdan la afición de la época por toda clase de abreviaturas revolucionarias: Chevengur podría ser en tal caso: Distrito Reforzado Heroico Independiente Invencible Militar Extraordinario. En ocasiones, las tierras de Chevengur son situadas al sur de las regiones de Bélgorod y Vorónezh, e incluso, de forma más concreta, en la ciudad de Boguchar de la región de Vorónezh.

## Argumento
La acción de la novela transcurre en alguna parte del sur de Rusia y abarca los períodos de comunismo de guerra y Nueva Política Económica, si bien los acontecimientos y los territorios reales son transformados para ajustarse a la lógica del mito. Aleksandr Dvánov, el protagonista principal, pierde tempranamente a su padre, que se ahoga en un lago por el sueño de una vida mejor después de la muerte. Su padre adoptivo, Zajar Pávlovich, recuerda en algo al padre del escritor y el propio personaje de Aleksandr es, asimismo, parcialmente autobiográfico. «A los diecisiete años Dvánov todavía no tenía un blindaje bajo el corazón: ni fe en dios, ni otra paz mental...». Partiendo a «la búsqueda del comunismo entre las iniciativas de la población», Aleksandr encuentra a Stepán Kopenkin, un caballero andante de la revolución, una especie de Don Quijote, cuya Dulcinea es Rosa Luxemburgo. Kopenkin rescata a Dvánov de la banda anarquista de Mrachinski.
Los protagonistas van a parar a una particular reserva del comunismo, una ciudad llamada Chevengur. Los habitantes de la ciudad están convencidos de la proximidad del paraíso comunista. Se niegan a trabajar (a excepción de los absurdos, desde el punto de vista de la racionalidad, subbótniki), cediendo esa prerrogativa en exclusiva al Sol, se alimentan en los pastos, llevan a cabo una decidida colectivización de mujeres, liquidan implacablemente a los elementos burgueses (destruyendo, como subraya Platónov, tanto su cuerpo como su alma). El proceso revolucionario es dirigido en Chevengur por el fanático Chepurny, el hermanastro de Aleksandr Prokofi Dvánov, «con maneras de gran inquisidor», el romántico verdugo Piyusia, y otros.
Finalmente la ciudad sufre un ataque, puede que de cosacos o puede que de cadetes. En cruenta batalla los defensores de la comuna se muestran como verdaderos héroes épicos y caen prácticamente todos. Aleksandr Dvánov, que logra sobrevivir, junto al Rocinante de Kopenkin llamado Fuerza Proletaria, se dirige hacia el lago en el cual se ahogó su padre, entra en el agua y se reúne con él. Solo sigue vivo Prokofi que «llora sobre las ruinas de la ciudad, en medio de todos los bienes que ha heredado».

## Influencias
Como en otras obras del escritor, en Chevengur se percibe el conocimiento por parte de Platónov de las ideas de Nikolay Fiódorov, Aleksandr Bogdánov, Vasili Rózanov, Konstantín Tsiolkovski, Einstein, Sigmund Freud y posiblemente también de Vladímir Vernadski, Aleksandr Chizhevski, George Gurdjieff y Otto Weininger. Además en la novela se encuentran reflejadas las teorías de Tommaso Campanella y Joaquín de Fiore, las concepciones de los escritores campesinos de los años 20 (Aleksey Dorogóychenko, Fiódor Panfiórov, Iván Doronin, Piotr Zamoyski). Entre las posibles influencias de la novela también se encuentra la pieza teatral Victoria sobre el sol de Aleksey Kruchónyj y Velimir Jlébnikov.

## Interpretaciones
La novela está construida de forma que admite numerosas, distintas e incluso diametralmente opuestas interpretaciones: desde la anticomunista («la revolución es la toma del poder por los imbéciles») hasta la neobolchevique (justificación del terror postrevolucionario por el terror prerrevolucionario»). Desde el punto de vista de N. G. Poltávtseva, la novela puede ser enfocada como «el relato del derrumbamiento del mito de la creación desde cero de un modelo ideal de Estado». T. I. Drónova define el contenido de la novela como un «conglomerado» de los ideologemas del comunismo y la apocalíptica cristiana.
En la pureza y virtuosismo del personaje principal se adivinan las reflexiones de Platónov sobre la figura de Jesucristo. Bastantes episodios y elementos de Chevengur hacen pensar en el Evangelio.

## Género
Como señala L. V. Yaroshenko:
Chevengur ha sido enfocado como relato (V. Vyuguin), menipea (M. Guéller), novela filosófica (L. Fomenko), novela ideológica (M. Zolotonósov), utopía trágica (V. Svitelski), epopeya popular (V. Vasílyev), distopía (N. Poltávtseva, R. Gáltseva, I. Rodniánskaya). Se señala la interacción, dentro de una sola estructura de género, de tendencias utópicas y distópicas (A. Kedrovski, K. Isúpov, N. Malýguina).
En Chevengur hallan reflejo, asimismo, otras ramificaciones del género novelesco: la novela polifónica (Natalya Korniyenko), la novela-mito, novela de consolidación personal, novela-viaje.
Máximo Gorki calificó Chevengur de «sátira lírica».